# Weeshuis (Gouda)
Het weeshuis in de Nederlandse stad Gouda staat aan de Spieringstraat en dateert uit de eerste helft van de 17e eeuw. 

## Geschiedenis
In Gouda werd in 1586 een aalmoezenierskamer opgericht, die belast werd met de armenzorg in de stad. In 1599 werd het Aalmoezeniersweeshuis in gebruik genomen, waar wezen werden ondergebracht, die niet in het bestaande Heilige Geesthuisweeshuis konden worden opgenomen. In principe werden in dit laatstgenoemde weeshuis de weeskinderen van poorters geplaatst. In de eerste helft van de zeventiende eeuw breidde de wezenzorg zich verder uit en kochten de aalmoezeniers een zestal woningen gelegen aan de Spieringstraat. In 1642 werd op de plaats van de aangekochte woningen het nieuwe weeshuis gebouwd.
Op het fries boven de toegangspoort staat de volgende tekst: Ons magistraat en wijsen raet met de regenten al haar eer en lof nimmermeer in 't stof verrotten zal: opdat se weer voor wesen teer zoo Gouds als vreemde kinderen hier Ter Gouw dit schoon gebouw doen stichten zonder minderen.
Links van het weeshuis ligt de Jeruzalemkapel die omstreeks 1500 werd gebouwd. Na 1572 kwam de kapel in het bezit van de stad. De kapel werd door de aalmoezeniers gebruikt als vergaderruimte.
In 1812 werden beide weeshuizen samengevoegd, waarschijnlijk omdat het verschil tussen poorter en niet-poorter was komen te vervallen en beide weeshuizen met onderbezetting kampten, omdat veel jongens dienst moesten doen in het Franse leger. Het verenigde weeshuis heeft tot de Tweede Wereldoorlog dienstgedaan. In 1939 is er een groep van veertig joodse kinderen, die uit Duitsland gevlucht waren, in het weeshuis ondergebracht. Tijdens de Tweede Wereldoorlog hebben enkele Goudse scholen gebruikgemaakt van lokalen in het gebouw. In 1948 werd het weeshuis opgeheven. De overgebleven fondsen werden ingezet voor het jeugd- en jongerenwerk en speeltuinwerk in Gouda.
Rechts van het hoofdgebouw aan de Spieringstraat bevindt zich de toegangspoort naar de binnenplaats. De gebouwen van het voormalige weeshuis zijn in een carrévorm gegroepeerd om deze binnenplaats en zijn via de binnenplaats toegankelijk. De voorgevel van het hoofdgebouw aan de Spieringstraat heeft een maniëristische rolwerkgevel. De toegangspoort naar de binnenplaats heeft classicistisch poortje met ter weerszijden ionische pilasters. Boven de toegangspoort zijn twee weeskinderen afgebeeld met het wapen van de stad Gouda. In fronton daarboven staat het jaartal 1643 met in het midden een gevleugelde putto, een cherubijntje. Recht tegenover de ingang bevindt zich aan de achterzijde van de binnenplaats een vleugel van het gebouw met een neorenaissance uiterlijk. Dit deel van het complex werd in 1875 gebouwd en is gelegen aan de Groeneweg waarvoor een gedeelte van de bestaande gebouwen werd gesloopt. Het ontwerp was van de gemeentearchitect L. Burgerdijk. De bouw werd uitgevoerd door de Goudse aannemer H.J. Nederhorst.
Aan de voorzijde van het gebouw bevindt zich de regentenkamer, een hoge ruimte met nog de oorspronkelijke indeling. Er is een schouw met twee weeskinderen, een enorm regentenschilderij van Jan Verzijl uit 1644 en gebeeldhouwde consoles met de namen van de regenten onder de moerbalken: J.A. de Jonge, H.A. van Leeuwen, H. Daesdonck, D.P. Waterblom, Van den Berch en H. Fellebier.
In 1973 werd in een deel van het voormalige weeshuis de centrale vestiging van de openbare bibliotheek Gouda gevestigd. Een ander deel van het gebouw - gelegen aan de Groeneweg - werd bestemd voor het gemeentearchief en de Librije (later het streekarchief Midden-Holland). In de eerste maanden van 2014 zijn de bibliotheek en het streekarchief verhuisd naar het verbouwde pand van een voormalige chocoladefabriek aan Klein Amerika. Sinds mei 2021 is er een hotel in gevestigd. 
Het oudste gedeelte van het gebouw is erkend als rijksmonument en het in 1875 gebouwde gedeelte is aangewezen als gemeentelijk monument. Spieringstraat 1 stond in 1961 model voor het 17e, en in 1966 voor het 25e Delfts blauwe huisje van KLM.

## Afbeeldingen

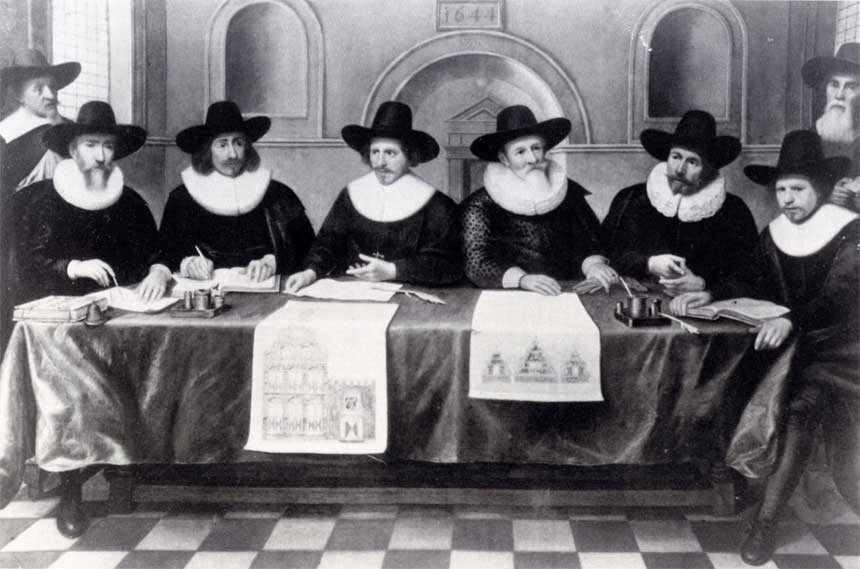
De regenten van het weeshuis in 1644 met voor zich de bouwtekeningen van het nieuwe weeshuis
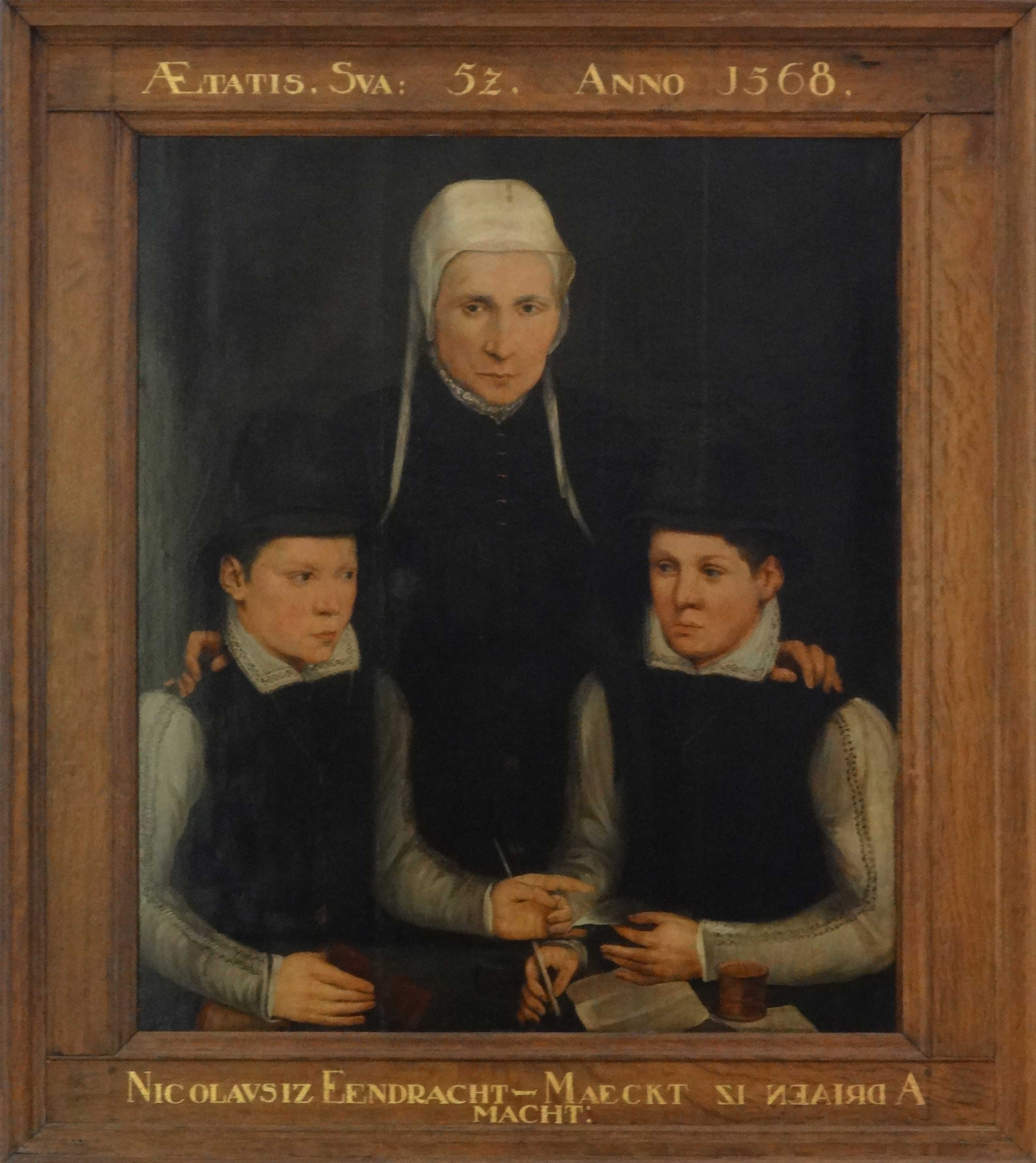
Schilderij anno 1568 uit het weeshuis met portret van een 57-jarige vrouw en de twee twaalfjarige weeskinderen Nicolaus en Adriaen
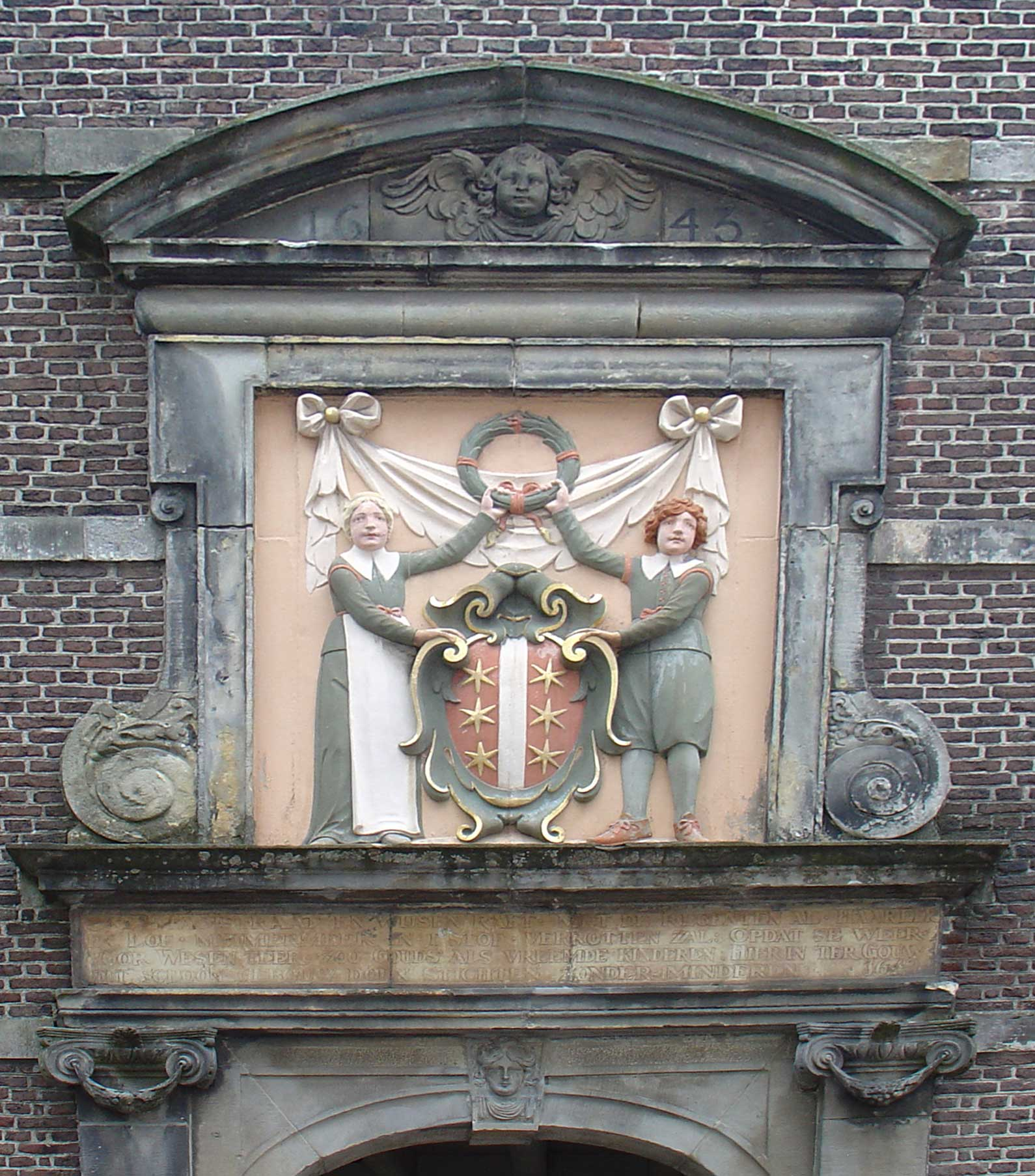
Gevelsteen boven toegangspoort van het voormalige Aalmoezeniersweeshuis
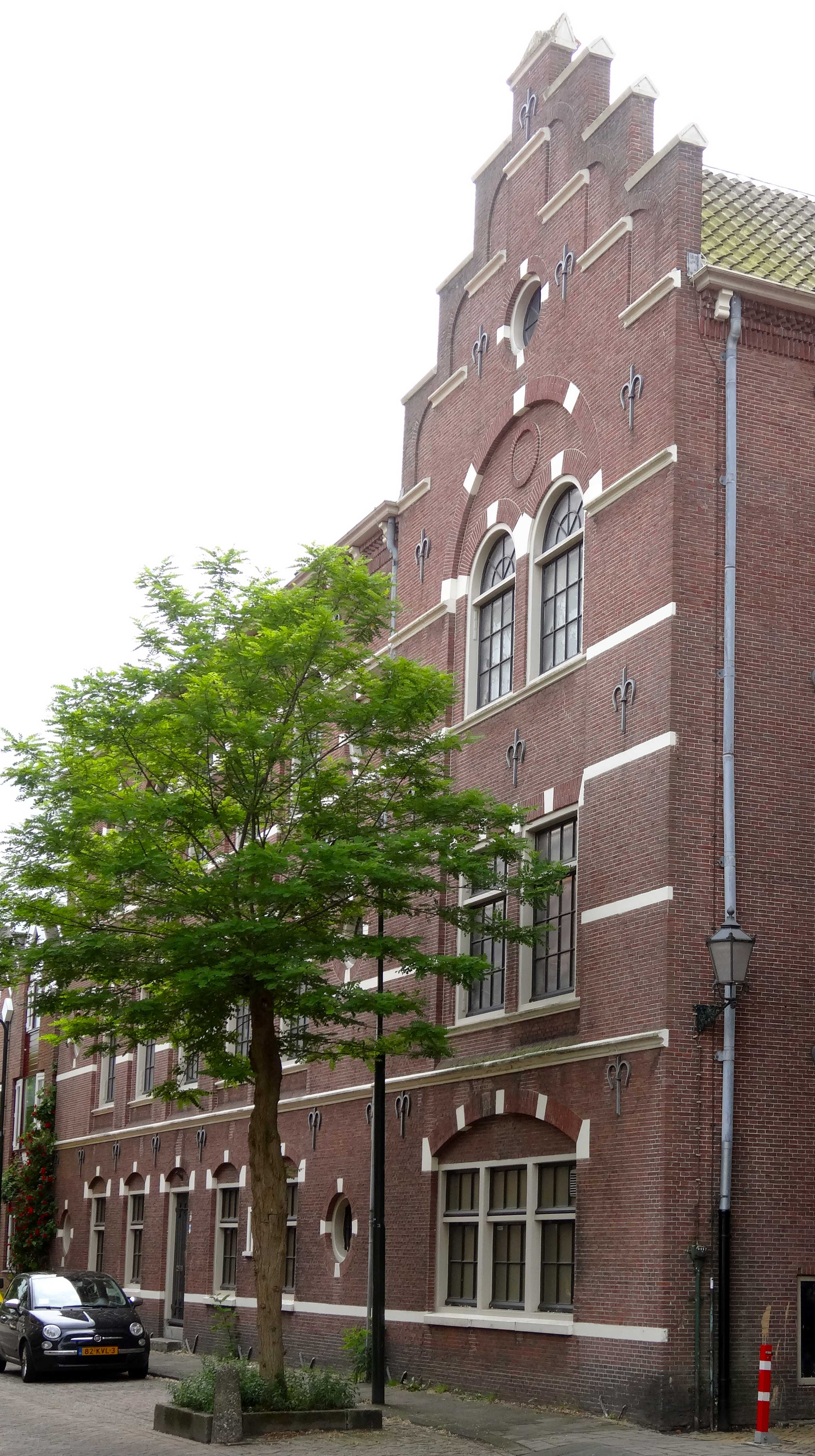
Achtergevel aan de Groeneweg daterend uit 1875